# Javier Margas
Javier Luciano Margas Loyola (født 10. maj 1969 i Santiago, Chile) er en tidligere chilensk fodboldspiller (forsvarer).
Margas tilbragte størstedelen af sin karriere i hjemlandet, hvor han var tilknyttet Colo-Colo og Universidad Católica. Han vandt hele fem chilenske mesterskaber med Colo-Colo og ét med Universidad Católica.
Udover de hjemlige klubber var Margas også udlandsprofessionel hos Club América i Mexico og hos West Ham United i England. I sin tid i West Ham nåede han at spille 24 Premier League-kampe.
Margas spillede desuden 63 kampe og scorede seks mål for det chilenske landshold. Han repræsenterede sit land ved VM i 1998 i Frankrig. Her spillede han alle sit holds fire kampe i turneringen, hvor holdet blev slået ud i 1/8-finalen. Han var også med til at vinde bronze ved Copa América i 1991.